# U-21-Fußball-Europameisterschaft 2000/Qualifikation
An der Qualifikation für die U-21-Fußball-Europameisterschaft 2000 beteiligten sich 47 Nationalteams und ermittelten die Teilnehmer für die Endrunde, die in der Zeit von 27. Mai bis 4. Juni 2000 in der Slowakei ausgetragen wurde.
Die Ausscheidungsspiele in den zehn Qualifikationsgruppen wurden am 4. September 1998 gestartet und am 9. Oktober 1999 abgeschlossen. Die Entscheidungsspiele für den Einzug in die Endrunde wurden im November 1999 ausgetragen.
Das Abschneiden der deutschsprachigen Nationen verlief enttäuschend. Sowohl Deutschland, als auch die Schweiz konnten zwar in ihren Gruppen zweite Plätze erreichen, waren aber nicht unter den sieben besten Zweitplatzierten, die für Entscheidungsspiele für den Einzug in die Endrunde qualifiziert waren. Österreich schied gar als Gruppenletzter aus.

## Modus
Die 47 Nationalteams wurden in neun Gruppen – sieben Gruppen zu fünf Teams und zwei Gruppen zu sechs Teams – gelost. Die Nationalauswahlen hatten ihre Begegnungen mit Hin- und Rückspiel auszutragen. Die neun Gruppensieger (gelb gekennzeichnet) sowie die sieben besten Zweitplatzierten (grün) waren für die Entscheidungsspiele für den Einzug in die Endrunde qualifiziert. Diese ermittelten dann in Hin- und Rückspiel die acht Teilnehmer an der Endrunde.

## Teilnehmer
| Gruppe 1 | Gruppe 2     | Gruppe 3    | Gruppe 4   | Gruppe 5  |
| -------- | ------------ | ----------- | ---------- | --------- |
| Dänemark | Albanien     | Deutschland | Armenien   | Bulgarien |
| Italien  | Georgien     | Finnland    | Frankreich | England   |
| Schweiz  | Griechenland | Moldau      | Island     | Luxemburg |
| Wales    | Lettland     | Nordirland  | Russland   | Polen     |
| Belarus  | Norwegen     | Türkei      | Ukraine    | Schweden  |
|          | Slowenien    |             |            |           |

| Gruppe 6    | Gruppe 7      | Gruppe 8       | Gruppe 9                |
| ----------- | ------------- | -------------- | ----------------------- |
| Israel      | Aserbaidschan | Irland         | Belgien                 |
| Niederlande | Portugal      | Kroatien       | Bosnien und Herzegowina |
| Österreich  | Rumänien      | Malta          | Estland                 |
| Spanien     | Slowakei      | Nordmazedonien | Litauen                 |
| Zypern      | Ungarn        | BR Jugoslawien | Schottland              |
|             |               |                | Tschechien              |

## Abschneiden der deutschsprachigen Mannschaften

### Deutschland
Mit einer 0:2 Auftaktniederlage in der Türkei startete Deutschland in der Qualifikationsgruppe 3. Nach einem 2:0-Sieg in Moldawien folgte in Nordirland mit 0:1 die zweite Schlappe. Nachdem auch das Auswärtsspiel in Finnland mit 1:3 verloren ging, kam es im letzten Heimspiel gegen die Türkei zu einem echten Endspiel, das Deutschland unbedingt mit drei Toren Unterschied gewinnen musste. Marcel Ketelaer (Borussia Mönchengladbach) brachte seine Mannschaft vor 8.000 Zuschauern in Augsburg zwar schon in der 13. Minute in Führung, doch blieben danach beste Möglichkeiten, den Vorsprung auszubauen ungenutzt. Nach dem Seitenwechsel verlor Deutschland nicht nur Marcel Maltritz (VfL Wolfsburg) nach einer gelb-roten Karte, sondern auch Teamchef Hannes Löhr, der nach einem Disput mit der Schiedsrichter-Assistenten auf die Tribüne musste. Die Türkei erzielte letztlich durch Erhan (69. Minute) den von rund 5.000 Landsleuten viel umjubelten Ausgleichstreffer zum 1:1-Unentschieden. Deutschland konnte sich damit nicht einmal als einer der besten Zweitplatzierten für die Entscheidungsspiele für den Einzug in die Endrunde qualifizieren.

### Österreich
Einem sportlichen Fiasko glich das Abschneiden der Österreicher in der Qualifikationsgruppe 7. Gleich das erste Heimspiel gegen Israel ging mit 0:1 verloren, ehe in Zypern eine blamable 1:2-Niederlage folgte. Die Serie der Niederlagen setzte sich in der weiteren Spielen fort, sodass es mit nur einem einzigen Sieg – im letzten Heimspiel wurde Zypern mit 3:0 bezwungen – belegte Österreich nur den letzten Gruppenplatz. Gruppensieger wurde Spanien vor den Niederlanden, die sich beide für die Entscheidungsspiele für den Einzug in die Endrunde qualifizierten.

### Schweiz
Die Schweiz musste in Qualifikationsgruppe 1 gleich beim Gruppenfavoriten Italien antreten und mussten sich 0:1 geschlagen geben. Nach Heimsiegen über Dänemark (2:0) und Wales (1:0) folgte ein Heimremis (0:0) gegen Italien. Dann folgte jedoch eine bittere 0:1-Niederlage in Belarus und später ein enttäuschendes 0:0 beim Gruppenletzten Wales, die schließlich die Qualifikation für die Entscheidungsspiele für den Einzug in die Endrunde kosteten.

## Qualifikationsgruppen

### Gruppe 1
Tabelle
| Pl. | Land     | Sp. | S | U | N | Tore    | Diff. | Punkte |
| --- | -------- | --- | - | - | - | ------- | ----- | ------ |
| 1.  | Italien  | 8   | 7 | 1 | 0 | 020:700 | +13   | 22     |
| 2.  | Schweiz  | 8   | 4 | 2 | 2 | 008:400 | +4    | 14     |
| 3.  | Dänemark | 8   | 3 | 1 | 4 | 011:130 | −2    | 10     |
| 4.  | Belarus  | 8   | 2 | 1 | 5 | 005:120 | −7    | 07     |
| 5.  | Wales    | 8   | 0 | 3 | 5 | 006:140 | −8    | 03     |

Spielergebnisse
| 4. September 1998 |  | Belarus  | – | Dänemark | 0:2 |
| 4. September 1998 |  | Wales    | – | Italien  | 1:2 |
| 9. Oktober 1998   |  | Dänemark | – | Wales    | 2:2 |
| 9. Oktober 1998   |  | Italien  | – | Schweiz  | 1:0 |
| 13. Oktober 1998  |  | Schweiz  | – | Dänemark | 2:0 |
| 13. Oktober 1998  |  | Wales    | – | Belarus  | 0:0 |
| 26. März 1999     |  | Dänemark | – | Italien  | 1:2 |
| 30. März 1999     |  | Schweiz  | – | Wales    | 1:0 |
| 31. März 1999     |  | Italien  | – | Belarus  | 4:1 |
| 4. Juni 1999      |  | Dänemark | – | Belarus  | 2:0 |

### Gruppe 2
Tabelle
| Pl. | Land         | Sp. | S | U | N | Tore    | Diff. | Punkte |
| --- | ------------ | --- | - | - | - | ------- | ----- | ------ |
| 1.  | Griechenland | 10  | 7 | 2 | 1 | 032:100 | +22   | 23     |
| 2.  | Norwegen     | 10  | 7 | 1 | 2 | 021:800 | +13   | 22     |
| 3.  | Georgien     | 10  | 2 | 5 | 3 | 011:130 | −2    | 11     |
| 4.  | Lettland     | 10  | 2 | 3 | 5 | 008:190 | −11   | 09     |
| 5.  | Slowenien    | 10  | 1 | 5 | 4 | 010:190 | −9    | 08     |
| 6.  | Albanien     | 10  | 1 | 4 | 5 | 008:210 | −13   | 07     |

Spielergebnisse
| 4. September 1998 |  | Georgien     | – | Albanien     | 0:1 |
| 5. September 1998 |  | Norwegen     | – | Lettland     | 2:0 |
| 5. September 1998 |  | Griechenland | – | Slowenien    | 2:2 |
| 9. Oktober 1998   |  | Lettland     | – | Georgien     | 1:2 |
| 9. Oktober 1998   |  | Slowenien    | – | Norwegen     | 1:3 |
| 13. Oktober 1998  |  | Griechenland | – | Georgien     | 3:2 |
| 13. Oktober 1998  |  | Norwegen     | – | Albanien     | 4:1 |
| 14. Oktober 1998  |  | Slowenien    | – | Lettland     | 0:1 |
| 17. November 1998 |  | Albanien     | – | Griechenland | 0:5 |
| 26. März 1999     |  | Griechenland | – | Norwegen     | 2:1 |
| 27. März 1999     |  | Georgien     | – | Slowenien    | 0:0 |
| 30. März 1999     |  | Lettland     | – | Griechenland | 0:2 |
| 28. April 1999    |  | Georgien     | – | Norwegen     | 0:3 |
| 28. April 1999    |  | Lettland     | – | Albanien     | 0:0 |
| 30. Mai 1999      |  | Norwegen     | – | Georgien     | 0:0 |

### Gruppe 3
Tabelle
| Pl. | Land        | Sp. | S | U | N | Tore    | Diff. | Punkte |
| --- | ----------- | --- | - | - | - | ------- | ----- | ------ |
| 1.  | Türkei      | 8   | 4 | 4 | 0 | 011:400 | +7    | 16     |
| 2.  | Deutschland | 8   | 4 | 1 | 3 | 009:700 | +2    | 13     |
| 3.  | Finnland    | 8   | 3 | 4 | 1 | 009:700 | +2    | 13     |
| 4.  | Nordirland  | 8   | 1 | 3 | 4 | 005:900 | −4    | 06     |
| 5.  | Moldau      | 8   | 0 | 4 | 4 | 003:100 | −7    | 04     |

Spielergebnisse
| 4. September 1998 |  | Türkei     | – | Nordirland  | 2:0 |
| 4. September 1998 |  | Finnland   | – | Moldau      | 1:0 |
| 9. Oktober 1998   |  | Türkei     | – | Deutschland | 2:0 |
| 9. Oktober 1998   |  | Nordirland | – | Finnland    | 1:1 |
| 13. Oktober 1998  |  | Moldau     | – | Deutschland | 0:2 |
| 13. Oktober 1998  |  | Türkei     | – | Finnland    | 1:1 |
| 17. November 1998 |  | Nordirland | – | Moldau      | 1:1 |
| 26. März 1999     |  | Türkei     | – | Moldau      | 2:0 |
| 26. März 1999     |  | Nordirland | – | Deutschland | 1:0 |
| 30. März 1999     |  | Moldau     | – | Nordirland  | 0:0 |

### Gruppe 4
Tabelle
| Pl. | Land       | Sp. | S | U | N | Tore    | Diff. | Punkte |
| --- | ---------- | --- | - | - | - | ------- | ----- | ------ |
| 1.  | Frankreich | 8   | 6 | 1 | 1 | 018:400 | +14   | 19     |
| 2.  | Russland   | 8   | 6 | 0 | 2 | 017:500 | +12   | 18     |
| 3.  | Ukraine    | 8   | 3 | 2 | 3 | 016:120 | +4    | 11     |
| 4.  | Island     | 8   | 2 | 0 | 6 | 009:180 | −9    | 06     |
| 5.  | Armenien   | 8   | 1 | 1 | 6 | 006:270 | −21   | 04     |

Spielergebnisse
| 4. September 1998 |  | Ukraine    | – | Russland   | 1:0 |
| 5. September 1998 |  | Island     | – | Frankreich | 0:2 |
| 10. Oktober 1998  |  | Armenien   | – | Island     | 3:1 |
| 10. Oktober 1998  |  | Russland   | – | Frankreich | 2:1 |
| 13. Oktober 1998  |  | Ukraine    | – | Armenien   | 8:0 |
| 14. Oktober 1998  |  | Island     | – | Russland   | 1:2 |
| 26. März 1999     |  | Frankreich | – | Ukraine    | 4:0 |
| 27. März 1999     |  | Armenien   | – | Russland   | 0:2 |
| 30. März 1999     |  | Ukraine    | – | Island     | 5:1 |
| 31. März 1999     |  | Frankreich | – | Armenien   | 3:1 |

### Gruppe 5
Tabelle
| Pl. | Land      | Sp. | S | U | N | Tore    | Diff. | Punkte |
| --- | --------- | --- | - | - | - | ------- | ----- | ------ |
| 1.  | England   | 8   | 7 | 0 | 1 | 023:300 | +20   | 21     |
| 2.  | Polen     | 8   | 5 | 2 | 1 | 021:120 | +9    | 17     |
| 3.  | Bulgarien | 8   | 4 | 2 | 2 | 017:900 | +8    | 14     |
| 4.  | Schweden  | 8   | 2 | 0 | 6 | 007:150 | −8    | 06     |
| 5.  | Luxemburg | 8   | 0 | 0 | 8 | 000:290 | −29   | 0      |

Spielergebnisse
| 4. September 1998 |  | Schweden  | – | England   | 0:2 |
| 5. September 1998 |  | Bulgarien | – | Polen     | 2:2 |
| 9. Oktober 1998   |  | Polen     | – | Luxemburg | 5:0 |
| 9. Oktober 1998   |  | England   | – | Bulgarien | 1:0 |
| 13. Oktober 1998  |  | Bulgarien | – | Schweden  | 2:1 |
| 13. Oktober 1998  |  | Luxemburg | – | England   | 0:5 |
| 26. März 1999     |  | Schweden  | – | Luxemburg | 3:0 |
| 26. März 1999     |  | England   | – | Polen     | 5:0 |
| 30. März 1999     |  | Polen     | – | Schweden  | 2:0 |
| 30. März 1999     |  | Luxemburg | – | Bulgarien | 0:3 |

### Gruppe 6
Tabelle
| Pl. | Land        | Sp. | S | U | N | Tore    | Diff. | Punkte |
| --- | ----------- | --- | - | - | - | ------- | ----- | ------ |
| 1.  | Spanien     | 8   | 7 | 1 | 0 | 021:500 | +16   | 22     |
| 2.  | Niederlande | 8   | 6 | 0 | 2 | 017:800 | +9    | 18     |
| 3.  | Israel      | 8   | 2 | 2 | 4 | 006:130 | −7    | 08     |
| 4.  | Zypern      | 8   | 1 | 3 | 4 | 007:180 | −11   | 06     |
| 5.  | Österreich  | 8   | 1 | 0 | 7 | 008:150 | −7    | 03     |

Spielergebnisse
| 4. September 1998 |  | Österreich  | – | Israel      | 0:1 |
| 4. September 1998 |  | Zypern      | – | Spanien     | 1:3 |
| 9. Oktober 1998   |  | Zypern      | – | Österreich  | 2:1 |
| 9. Oktober 1998   |  | Niederlande | – | Israel      | 3:0 |
| 13. Oktober 1998  |  | Israel      | – | Spanien     | 0:4 |
| 14. Oktober 1998  |  | Niederlande | – | Österreich  | 3:2 |
| 9. Februar 1999   |  | Zypern      | – | Niederlande | 0:3 |
| 26. März 1999     |  | Spanien     | – | Österreich  | 4:0 |
| 27. März 1999     |  | Israel      | – | Zypern      | 1:1 |
| 30. März 1999     |  | Niederlande | – | Spanien     | 0:1 |

### Gruppe 7
Tabelle
| Pl. | Land          | Sp. | S | U | N | Tore    | Diff. | Punkte |
| --- | ------------- | --- | - | - | - | ------- | ----- | ------ |
| 1.  | Slowakei      | 8   | 5 | 2 | 1 | 012:600 | +6    | 17     |
| 2.  | Portugal      | 8   | 5 | 2 | 1 | 017:600 | +11   | 17     |
| 3.  | Rumänien      | 8   | 3 | 3 | 2 | 010:800 | +2    | 12     |
| 4.  | Ungarn        | 8   | 2 | 0 | 6 | 012:160 | −4    | 06     |
| 5.  | Aserbaidschan | 8   | 1 | 1 | 6 | 005:200 | −15   | 04     |

Spielergebnisse
| 4. September 1998 |  | Slowakei      | – | Aserbaidschan | 2:1 |
| 5. September 1998 |  | Ungarn        | – | Portugal      | 0:3 |
| 9. Oktober 1998   |  | Aserbaidschan | – | Ungarn        | 2:1 |
| 9. Oktober 1998   |  | Portugal      | – | Rumänien      | 1:1 |
| 13. Oktober 1998  |  | Slowakei      | – | Portugal      | 1:0 |
| 13. Oktober 1998  |  | Ungarn        | – | Rumänien      | 1:2 |
| 25. März 1999     |  | Portugal      | – | Aserbaidschan | 5:0 |
| 26. März 1999     |  | Rumänien      | – | Slowakei      | 0:1 |
| 30. März 1999     |  | Aserbaidschan | – | Rumänien      | 0:2 |
| 30. März 1999     |  | Slowakei      | – | Ungarn        | 4:1 |

### Gruppe 8
Tabelle
| Pl. | Land           | Sp. | S | U | N | Tore    | Diff. | Punkte |
| --- | -------------- | --- | - | - | - | ------- | ----- | ------ |
| 1.  | Kroatien       | 8   | 6 | 2 | 0 | 025:700 | +18   | 20     |
| 2.  | BR Jugoslawien | 8   | 5 | 2 | 1 | 029:100 | +19   | 17     |
| 3.  | Irland         | 8   | 4 | 2 | 2 | 013:120 | +1    | 14     |
| 4.  | Malta          | 8   | 1 | 0 | 7 | 008:230 | −15   | 03     |
| 5.  | Nordmazedonien | 8   | 1 | 0 | 7 | 002:250 | −23   | 03     |

Spielergebnisse
| 4. September 1998 |  | Irland         | – | Kroatien       | 2:2 |
| 6. September 1998 |  | Nordmazedonien | – | Malta          | 1:0 |
| 9. Oktober 1998   |  | Malta          | – | Kroatien       | 0:3 |
| 13. Oktober 1998  |  | Irland         | – | Malta          | 2:1 |
| 14. Oktober 1998  |  | Kroatien       | – | Nordmazedonien | 4:0 |
| 17. November 1998 |  | Malta          | – | Nordmazedonien | 5:1 |
| 18. November 1998 |  | Jugoslawien    | – | Irland         | 1:1 |
| 9. Februar 1999   |  | Malta          | – | Jugoslawien    | 1:5 |
| 5. Juni 1999      |  | Nordmazedonien | – | Kroatien       | 0:2 |
| 8. Juni 1999      |  | Jugoslawien    | – | Malta          | 7:0 |

### Gruppe 9
Tabelle
| Pl. | Land                    | Sp. | S | U | N  | Tore    | Diff. | Punkte |
| --- | ----------------------- | --- | - | - | -- | ------- | ----- | ------ |
| 1.  | Belgien                 | 10  | 8 | 1 | 1  | 031:900 | +22   | 25     |
| 2.  | Tschechien              | 10  | 8 | 1 | 1  | 017:500 | +12   | 25     |
| 3.  | Litauen                 | 10  | 5 | 1 | 4  | 014:100 | +4    | 16     |
| 4.  | Schottland              | 10  | 4 | 2 | 4  | 018:120 | +6    | 14     |
| 5.  | Bosnien und Herzegowina | 10  | 2 | 1 | 7  | 011:240 | −13   | 07     |
| 6.  | Estland                 | 10  | 0 | 0 | 10 | 004:350 | −31   | 0      |

Spielergebnisse
| 4. Sep. 1998   |  | Litauen                 | – | Schottland              | 0:0 |
| 4. Sep. 1998   |  | Bosnien und Herzegowina | – | Estland                 | 3:2 |
| 4. Sep. 1998   |  | Belgien                 | – | Tschechien              | 0:2 |
| 7. Okt. 1998   |  | Litauen                 | – | Belgien                 | 0:1 |
| 9. Okt. 1998   |  | Bosnien und Herzegowina | – | Tschechien              | 0:0 |
| 9. Okt. 1998   |  | Schottland              | – | Estland                 | 2:0 |
| 13. Okt. 1998  |  | Litauen                 | – | Bosnien und Herzegowina | 4:0 |
| 13. Okt. 1998  |  | Tschechien              | – | Estland                 | 3:0 |
| 14. Okt. 1998  |  | Belgien                 | – | Schottland              | 2:0 |
| 18. Nov. 1998  |  | Schottland              | – | Belgien                 | 2:2 |
| 26. März 1999  |  | Tschechien              | – | Litauen                 | 1:0 |
| 30. März 1999  |  | Litauen                 | – | Estland                 | 4:1 |
| 30. März 1999  |  | Schottland              | – | Tschechien              | 0:1 |
| 28. April 1999 |  | Belgien                 | – | Bosnien und Herzegowina | 4:0 |
| 4. Juni 1999   |  | Estland                 | – | Tschechien              | 0:3 |

## Entscheidungsspiele für den Einzug in die Endrunde
An den Entscheidungsspielen um den Einzug in die Endrunde waren die neun Gruppensieger und die sieben besten Zweitplatzierten der Qualifikationsgruppen teilnahmeberechtigt.
| Datum                                                                            |        | Ergebnis |        | Ort    |
| -------------------------------------------------------------------------------- | ------ | -------- | ------ | ------ |
| 12. November 1999                                                                | Polen  | 2:1      | Türkei | Wronki |
| Tore: 1:0 Wichniarek (31.), 2:0 Glowacki (71., Elfm.), 2:1 Albaurak (82., Elfm.) |        |          |        |        |
| 16. November 1999                                                                | Türkei | 1:0      | Polen  | Izmir  |
| Tore: 1:0 Ahmet Dursun (16.)                                                     |        |          |        |        |
| Gesamt:                                                                          | Polen  | (a)2:2   | Türkei |        |

| Datum                                                                                    |          | Ergebnis |          | Ort       |
| ---------------------------------------------------------------------------------------- | -------- | -------- | -------- | --------- |
| 13. November 1999                                                                        | Norwegen | 1:3      | Spanien  | Oslo      |
| Tore: 1:0 Carew (45., Elfm.), 1:1 Xavi (59.), 1:2 Farinos (80., Elfm.), 1:3 Gerard (83.) |          |          |          |           |
| 16. November 1999                                                                        | Spanien  | 4:0      | Norwegen | Santander |
| Tore: 1:0 Tamudo (6.), 2:0 Gerard (43.), 3:0 Luque (73.), 4:0 Ferron (78.)               |          |          |          |           |
| Gesamt:                                                                                  | Norwegen | 1:7      | Spanien  |           |

| Datum                                                                                   |             | Ergebnis |             | Ort        |
| --------------------------------------------------------------------------------------- | ----------- | -------- | ----------- | ---------- |
| 13. November 1999                                                                       | Niederlande | 2:2      | Belgien     | Heerenveen |
| Tore: 1:0 Knopper (39.), 1:1 Roussel (62.), 1:2 v.d. Handenhoven (68.), 2:2 Bouma (78.) |             |          |             |            |
| 17. November 1999                                                                       | Belgien     | 0:2      | Niederlande | Mouscron   |
| Tore: 0:1 Cairo (27.), 0:2 Bruggink (45.)                                               |             |          |             |            |
| Gesamt:                                                                                 | Niederlande | 4:2      | Belgien     |            |

| Datum                                                                          |          | Ergebnis |          | Ort        |
| ------------------------------------------------------------------------------ | -------- | -------- | -------- | ---------- |
| 13. November 1999                                                              | Russland | 0:1      | Slowakei | Moskau     |
| Tore: 0:1 Czinege (66.)                                                        |          |          |          |            |
| 17. November 1999                                                              | Slowakei | 3:1      | Russland | Bratislava |
| Tore: 1:0 Barcik (51.), 2:0 Nemeth (67.), 3:0 Vyskoc (74.), 3:1 Savelyev (90.) |          |          |          |            |
| Gesamt:                                                                        | Russland | 1:4      | Slowakei |            |

| Datum                                                       |          | Ergebnis  |          | Ort    |
| ----------------------------------------------------------- | -------- | --------- | -------- | ------ |
| 13. November 1999                                           | Portugal | 2:0       | Kroatien | Faro   |
| Tore: 1:0 Luis Boa Morte (35.), 2:0 Luis Boa Morte (80.)    |          |           |          |        |
| 17. November 1999                                           | Kroatien | 3:0 n. V. | Portugal | Zagreb |
| Tore: 1:0 Simic (38.), 2:0 Deranja (40.), 3:0 Balaban (99.) |          |           |          |        |
| Gesamt:                                                     | Portugal | 2:3       | Kroatien |        |

| Datum                                                     |              | Ergebnis |              | Ort      |
| --------------------------------------------------------- | ------------ | -------- | ------------ | -------- |
| 13. November 1999                                         | Tschechien   | 3:0      | Griechenland | Teplice  |
| Tore: 1:0 Sionko (45.), 2:0 Sionko (71.), 3:0 Baros (82.) |              |          |              |          |
| 17. November 1999                                         | Griechenland | 1:0      | Tschechien   | Iraklion |
| Tore: 1:0 Konstandindis (27.)                             |              |          |              |          |
| Gesamt:                                                   | Tschechien   | 3:1      | Griechenland |          |

| Datum                                                        |            | Ergebnis  |            | Ort     |
| ------------------------------------------------------------ | ---------- | --------- | ---------- | ------- |
| 14. November 1999                                            | Frankreich | 1:1       | Italien    | Créteil |
| Tore: 0:1 Ventola (49.), 1:1 Maoulida (61.)                  |            |           |            |         |
| 17. November 1999                                            | Italien    | 2:1 n. V. | Frankreich | Tarent  |
| Tore: 0:1 Henry, (2.) 1:1 Commandini (59.), 2:1 Pirlo (110.) |            |           |            |         |
| Gesamt:                                                      | Frankreich | 1:3       | Italien    |         |

| Datum                                                                                                 |         | Ergebnis |             | Ort       |
| --- | ------- | -------- | ----------- | --------- |
| 14. November 1999                                                                                     | England | n. a.    | Jugoslawien | Luxemburg |
| Das Spiel wurde aus Sicherheitsgründen abgesagt                                                       |         |          |             |           |
| 29. März 2000                                                                                         | England | 3:0      | Jugoslawien | Barcelona |
| Tore: ?                                                                                               |         |          |             |           |
| Die Qualifikation wurde wegen der Jugoslawienkrise in nur einem Spiel auf neutralem Platz ausgetragen |         |          |             |           |

## Endrundenteilnehmer
Für die Endrunde der 15. U-21-Fußball-Europameisterschaft 2002, die in der Zeit vom 27. Mai bis 4. Juni 2000 in der Slowakei ausgetragen wurde, hatten sich folgende Nationen qualifiziert:
| Gruppe A    | Gruppe B |
| ----------- | -------- |
| Kroatien    | England  |
| Niederlande | Italien  |
| Spanien     | Slowakei |
| Tschechien  | Türkei   |